# PJニュース
PJニュース（ピージェイニュース）は市民ジャーナリズムの一つ。PJはパブリックジャーナリスト(Public Journalist)の略である。

## 概要
2005年2月に創刊。市民主体型メディアのPJニュースは中立性を掲げる報道だけではなく、個人の良心または主観に従った言論を重視した、独立した個人によるジャーナリズムを目指している。市民記者ないしはフリーライターが記事を提供する。編集長は小田光康（2008年8月現在）である。事務面は、2009年12月までメディア・エージェンシー有限責任事業組合が担当、2011年1月まで株式会社ライブドアが担当していたが、2011年1月末をもってPJニュースがライブドアニュースへの配信を停止したため、運営は株式会社PJニュースが行っていた。2011年4月4日に組織形態が変更されて任意団体となり、株式会社PJニュースは清算されボランティアベースに移行した。その後、2012年7月頃からサイトにアクセスできなくなっている。
一般の新聞社は、誤報等の記事内容や取材における損害などについて新聞社が責任を負うが、PJNewsではニュース発表に伴う責任のすべてを市民記者個人に負わせている（PJニュース「規約」）。
2006年のライブドア事件の際には、東京地検特捜部の強制捜査中に堀江貴文元社長とのインタビューに成功し、『発掘!あるある大事典』による情報漏洩問題をスクープしてきた。PJニュース内には報道部門としての「PJニュース」、言論部門としての「PJオピニオン」がある。
2009年4月より、支局長制度を導入し、長期にわたって、PJニュースで活躍していたPJに対して、月額1万円のポイントを一律で付与していたが、効果がないとして同年8月に廃止した。また、6月より、基本原稿料を100円、大賞を3000円、次点を1500円としたが、同年8月に、大賞を5000円、次点を3000円に変更するとともに、入賞を新たに設け、1000円とした。同年12月より、次点を2000円に変更した。
ソーシャルメディアが急成長を遂げる現在、一般人がネット上で情報を発信できる機会は増えており、PJニュースという取組みの存在意義が縮小しているとともに、過去複数年にわたる取組みでライブドアが投資したコストを今後回収できる見込みがたたないとして、ライブドアへのニュース配信契約は2011年1月末をもって、終了した。
マスメディアではカバーしきれない地域情報などを、市井の人々の視線で報じているとの評価があり、大手マスメディア関係の読者も多い。既存のメディア（特に全国紙）に批判的な立場を取ることが多いと言われている。
2007年1月時点で、1日の閲覧数は30万件から100万件ある。1本の記事で閲覧数が一日10万件を超えることもある。日本におけるインターネット上の市民メディア、PJニュースの他にJANJAN（日本インターネット新聞）、ツカサネット新聞、オーマイニュースなどがあったが、いずれも休止あるいは終了している。
PJになるためには、PJニュースHP上で登録する必要がある。

## 主なPJ
2008年8月時点における主なPJは以下の通りである。

### 編集者
- 小田光康 - 1964年、東京生まれ。国内外の通信社などを経て、PJニュース編集長。自らの記事を提供することもある。

### 代表的記者（採用総数500記事以上）
- 渡辺直子 - 1957年兵庫県生まれ。兵庫県西宮市在住。父の渡辺省三（当時阪神タイガーススカウト）が、神戸市中央区のビルから転落死し、警察が自殺と断定したことに疑問を感じ独自調査。2005年にPJ登録し、「誰かが殺した」シリーズを連載。2012年まで、神戸・大阪を中心に取材活動をした。『タイガースの闇』著者。

- 今藤泰資 - 1939年兵庫県生まれ。茨城大学地域総合研究所に在籍、元関彰商事取締役総務部長。

### 有力記者（採用総数300記事以上）
- 工藤明子
- 後藤卓也
- 山本宏樹
- 石川一舟
- 鈴木修司
- 穂高健一
- 神宮司信也

### 有力記者（採用総数200記事以上）
- 伊藤昭一
- 常陸薫
- 崎山勝功
- 長戸稔
- 池野徹

### 有力記者（採用総数100記事以上）
- 堀口剛
- 木下博之
- 平藤清刀
- 三國裕史
- 神田敏晶
- 葦乃原光晴
- 朝倉創
- 為我井太一
- 諸尾圭
- 高木信幸
- 鈴木義哉
- 松原俊
- 野田博明
- 大山啓
- 伊藤公
- 徳島達朗